# She's Done It Again
She's Done It Again è un cortometraggio muto del 1910 diretto da Lloyd B. Carleton.

## Produzione
Il film fu prodotto da Edwin Thanhouser per la sua compagnia, la Thanhouser Film Corporation.

## Distribuzione
Distribuito dalla Thanhouser Film Corporation, il film - un cortometraggio in una bobina - uscì nelle sale cinematografiche statunitensi il 29 marzo 1910.